# Empresa Argentina de Navegación Aérea
La Empresa Argentina de Navegación Aérea (EANA) es una empresa del Estado perteneciente al Gobierno de Argentina y bajo la órbita del Ministerio de Economía , encargada de brindar los servicios de navegación aérea en la República Argentina y sus aguas jurisdiccionales.
EANA es gestora y planificadora de los servicios de tránsito aéreo, los servicios de telecomunicaciones e información aeronáutica, las instalaciones respectivas, la infraestructura, y las redes de comunicaciones aeronáuticas, navegación aérea y vigilancia radar. Además, es responsable del Servicio de Búsqueda y Salvamento (SAR) aeronáutico.
Hoy día, EANA tiene presencia y servicios en 54 aeródromos y aeropuertos, lleva adelante un amplio programa de inversiones, de unos 5.000 millones de pesos, es auto-sustentable financieramente (a través del cobro de tasas de uso) y cuenta con unos 2.230 empleados. Desde el 14 de febrero de 2018 EANA tiene también la responsabilidad por el Servicio de Búsqueda y Salvamento (SAR) Aeronáutico.
La actividad de planificación de EANA comprende entre otros aspectos un fuerte trabajo de diseño y rediseño del espacio aéreo, con nuevas cartas instrumentales, tanto convencionales como PBN, el rediseño de algunas rutas aéreas y también de áreas terminales. 
Los pilares fundamentales de la labor de EANA son la capacidad, la confiabilidad y la eficiencia, todos ellos atravesados por el eje central de la Seguridad Operacional.[cita requerida] Dicho eje se sustenta en procesos, reportes, capacitación y certificaciones. La Empresa es referente regional en la implementación de un programa de SMS (Gestión de la Seguridad Operacional), habiendo ya cumplimentado tres de las cuatro fases necesarias. Se espera que la cuarta de estas fases se materialice hacia fines de 2019.

## Historia
El 15 de julio de 2015, el Congreso de la Nación Argentina sancionó la ley 27.161 que dio lugar a la creación a EANA ese año, quedando integrada por el Ministerio de Transporte (Argentina) y el  Ministerio de Defensa. EANA asumió la gestión plena de los servicios de navegación aérea de 45 aeródromos, haciendo lo propio con otros nueve aeródromos, que aun dependían del Ministerio de Defensa, a principios de 2018

## Funciones
De acuerdo a los lineamientos establecidos por la Organización de Aviación Civil Internacional, EANA presta el servicio público esencial de navegación aérea (PSNA) en todo el territorio de la República Argentina y sus aguas jurisdiccionales. Opera en 54 aeródromos y aeropuertos y 5 Centros de Control de Área (ACC). Sus oficinas centrales se encuentran ubicadas en la Ciudad Autónoma de Buenos Aires.
EANA gestiona el tránsito aéreo con el objetivo de asegurar vuelos seguros, regulares, eficientes y sustentables.
La empresa tiene a su cargo la prestación de los servicios de navegación aérea en la argentina, que incluyen:
- Gestión del Tránsito Aéreo (ATM)
- Servicios ATS (Información de Vuelo, Alerta, Asesoramiento de Tránsito Aéreo)
- Servicio de Control de Tránsito Aéreo ATC (Servicios de Control de Área
- Control de Aproximación y Control de Aeródromo)
- Servicio de Información Aeronáutica (ARO-AIS)
- Servicios de Comunicaciones Aeronáuticas (COM)
- Sistema de Comunicación, Navegación y Vigilancia (CNS)
- Servicio Aeronáutico de Búsqueda y Salvamento (SAR)[3]